# 刘启文
刘启文（1898年—1937年11月8日 †），号靖远，河南南阳宋湾镇单岗村人，国军第67军第108师第322旅少将旅长。1937年11月8日在石湖荡与日军激战中殉国，时年39岁。他也是东北军在抗日战争中阵亡的第一位将领。

## 早前
刘启文1898年出生于河南省一读书人之家，1912年只身赴天津南开中学读书。
1915年中学毕业后投笔从戎，后考入保定军官讲武堂。
1918年毕业后任吴佩孚部排长，1921年考入陆军大学第七期，1925年毕业后被分配到东北军将领董英斌部下任连长。1936年初晋升为东北军115师少将师长。“西安事变”中，刘启文奉命调防西安。
1937年初，东北军从陕西调往河南商丘进行整编，刘启文部被降为国军第67军108师322旅，刘担任旅长。

## 抗战
淞沪会战发生后，刘部奉命调往前线。行前托人捎给家里一封信，曰：“此次赴前方抗日救亡，是洗雪国耻之良机，我身为一介武夫，是中华儿女，决意率部英勇杀敌，已怀必死之心报效国家，你们回老家去要依靠弟弟把孩子抚养长大，我愿足矣。”
1937年11月，刘启文率部驰援上海右翼松江防线。11月8日，驻防松江县南口阵地，狙击金山卫登陆日军。当晚9时许，刘部猝遇日军并接战，他亲率644团、647团扼守30号铁路桥要冲。次日12时左右，刘部644团团长王熙瑞阵亡。
11月10日凌晨2时许，日军突破松江北关防线向西关大街进行包围，刘启文决定从北大街向佘山口转移突围，突围中被子弹击中殉国。日军击破108师阻击后突入松江城下，从三面包围松江。

## 殁后
中华人民共和国民政部于1988年6月12日批准刘启文为革命烈士。